# David Abel
David Abel (Amsterdam, 15 dicembre 1883 – Los Angeles, 12 novembre 1973) è stato un direttore della fotografia olandese che fece carriera negli Stati Uniti.

## Biografia
Nato nei Paesi Bassi da genitori russi che poi emigrarono negli Stati Uniti quando lui era ancora bambino, diventò direttore della fotografia nel 1913. Dal 1916 al 1917, lavorò per la The Fine Arts Film Company. Negli anni trenta e poi negli anni quaranta, lavorò per la RKO, dove curò la fotografia di cinque film della coppia Fred Astaire e Ginger Rogers: Cerco il mio amore, Cappello a cilindro, Seguendo la flotta, Follie d'inverno e Voglio danzare con te.

### Vita privata e famiglia
Anche suo nipote Leon Shamroy (1901–1974) diventò direttore della fotografia, vincitore di quattro Oscar.
Morto nel 1973, la sua tomba si trova all'Hollywood Forever Cemetery.

## Filmografia
- Youth's Endearing Charm, regia di William C. Dowlan (1916)
- A Sister of Six , regia di C.M. Franklin e S.A. Franklin (1916)
- The Heiress at Coffee Dan's, regia di Edward Dillon (1916)
- The Bad Boy, regia di Chester Withey (1917)
- A Woman's Awakening, regia di Chester Withey (1917)
- Madame Bo-Peep, regia di Chester Withey (1917)
- Thais, regia di Hugo Ballin e Frank Hall Crane (1917)
- Our Little Wife, regia di Edward Dillon (1918)
- The Splendid Sinner, regia di Edwin Carewe (1918)
- The Hun Within, regia di Chet Withey (1918)
- The Lady of the Dugout, regia di W. S. Van Dyke (1918)
- L'amore dei visi pallidi (The Heart of Wetona), regia di Sidney Franklin (1919)
- Maggie Pepper, regia di Chester Withey (1919)
- Luna nuova (The New Moon), regia di Chester Withey (1919)
- La buona civetta (The Probation Wife), regia di Sidney Franklin (1919)
- The Way of a Woman, regia di Robert Z. Leonard (1919)
- The Isle of Conquest, regia di Edward José (1919)
- A Daughter of Two Worlds, regia di  James Young (1920)
- She Loves and Lies, regia di Chester Withey (1920)
- The Woman Gives, regia di Roy William Neill (1920)
- Unseen Forces, regia di Sidney Franklin (1920)
- Courage, regia di Sidney Franklin (1921)
- Rip van Winkle, regia di Edward I. Luddy o Ward Lascelle (1921)
- I favori della signorinetta (Little Miss Smiles), regia di John Ford (1922)
- Where's My Wandering Boy Tonight?, regia di James P. Hogan e Millard Webb (1922)
- Money to Burn, regia di Rowland V. Lee (1922)
- Due mondi (The Primitive Lover), regia di Sidney Franklin (1922)
- The Men of Zanzibar, regia di Rowland V. Lee (1922)
- A Self-Made Man, regia di Rowland V. Lee (1922)
- The Crusader, regia di Howard M. Mitchell (1922)
- Mixed Faces, regia di Rowland V. Lee (1922)
- The Great Night, regia di Howard M. Mitchell (1922)
- The Buster, regia di Colin Campbell (1923)
- Lovebound, regia di Henry Otto (1923)
- The Barefoot Boy, regia di David Kirkland (1923)
- Lord Brummel (Beau Brummel), regia di Harry Beaumont (1924)
- Babbitt, regia di Harry Beaumont (1924)
- The Lover of Camille, regia di Harry Beaumont (1924)
- Il cigno nero (The Dark Swan), regia di Millard Webb (1924)
- Sirena di acciaio (A Lost Lady), regia di Harry Beaumont (1924)
- Recompense, regia di Harry Beaumont (1925)
- How Baxter Butted In, regia di William Beaudine (1925)
- Compromise, regia di Alan Crosland (1925)
- Seven Sinners, regia di  Lewis Milestone (1925)
- Rose of the World, regia di Harry Beaumont (1925)
- Three Weeks in Paris, regia di Roy Del Ruth (1925)
- Scuola dei mariti (His Jazz Bride), regia di Herman C. Raymaker (1926)
- The Caveman, regia di Lewis Milestone (1926)
- Footloose Widows, regia di Roy Del Ruth (1926)
- Morte al volante (The Honeymoon Express), regia di James Flood (1926)
- Per ordine del granduca (My Official Wife) regia di Paul L. Stein (1926)
- Don't Tell the Wife, regia di Paul L. Stein (1927)
- The Love Wager, regia di Henry Otto (1927)
- What Every Girl Should Know, regia di Charles F. Reisner (1927)
- The Black Diamond Express, regia di Howard Bretherton (1927)
- Dearie , regia di Archie Mayo (1927)
- The First Auto. regia di Roy Del Ruth (1927)
- Vendetta araba (The Forbidden Woman), regia di Paul L. Stein (1927)
- Il covo degli avvoltoi (Stand and Deliver), regia di Donald Crisp (1928)
- Midnight Madness, regia di Harmon Weight (1928)
- La fortuna dei mariti (Craig's Wife), regia di William C. de Mille (1928)
- Tenth Avenue, regia di William C. de Mille (1928)
- Show Folks, regia di Paul L. Stein (1928)
- Ned McCobb's Daughter, regia di William J. Cowen (1929)
- Lasciate fare a me (Geraldine), regia di Melville W. Brown (1929)
- Vicini rumorosi (Noisy Neighbors), regia di Charles Reisner (1929)
- Square Shoulders, regia di E. Mason Hopper (1929)
- The Awful Truth, regia di Marshall Neilan (1929)
- Her Private Affair, regia di Paul L. Stein (1929)
- The Racketeer, regia di Howard Higgin (1929)